# Personal Property
Personal Property is een Amerikaanse filmkomedie uit 1937 onder regie van W.S. Van Dyke. Destijds werd de film in Nederland uitgebracht onder de titel De man die beslag legt.

## Verhaal
Na een aanvaring met justitie keert Raymond Dabney terug naar huis. Zijn moeder heet hem welkom, maar zijn vader en zijn broer bieden hem geld aan om weg te gaan. Hij maakt in Londen kennis met de rijke weduwe Crystal Wetherby. Hij weet niet dat ze verloofd is met zijn broer.

## Rolverdeling
| Acteur            | Personage        |
| ----------------- | ---------------- |
| Jean Harlow       | Crystal Wetherby |
| Robert Taylor     | Raymond Dabney   |
| Reginald Owen     | Claude Dabney    |
| Una O'Connor      | Clara            |
| Henrietta Crosman | Mevrouw Dabney   |
| E.E. Clive        | Cosgrove Dabney  |
| Cora Witherspoon  | Mevrouw Burns    |
| Marla Shelton     | Catherine Burns  |
| Forrester Harvey  | Herbert Jenkins  |
| Lionel Braham     | Lord Carstairs   |
| Barnett Parker    | Arthur Trevelyan |